# Kékestetői tévétorony
A Kékestetői tévétorony 1981-ben épült tévétorony a Kékes 1014 m magas csúcsán. Közigazgatásilag Gyöngyös Kékestető nevű településrészén található. 180 m-es magasságával Magyarország legmagasabb építményei közé tartozik. Jelenleg az Antenna Hungária Zrt. üzemelteti.

## Története

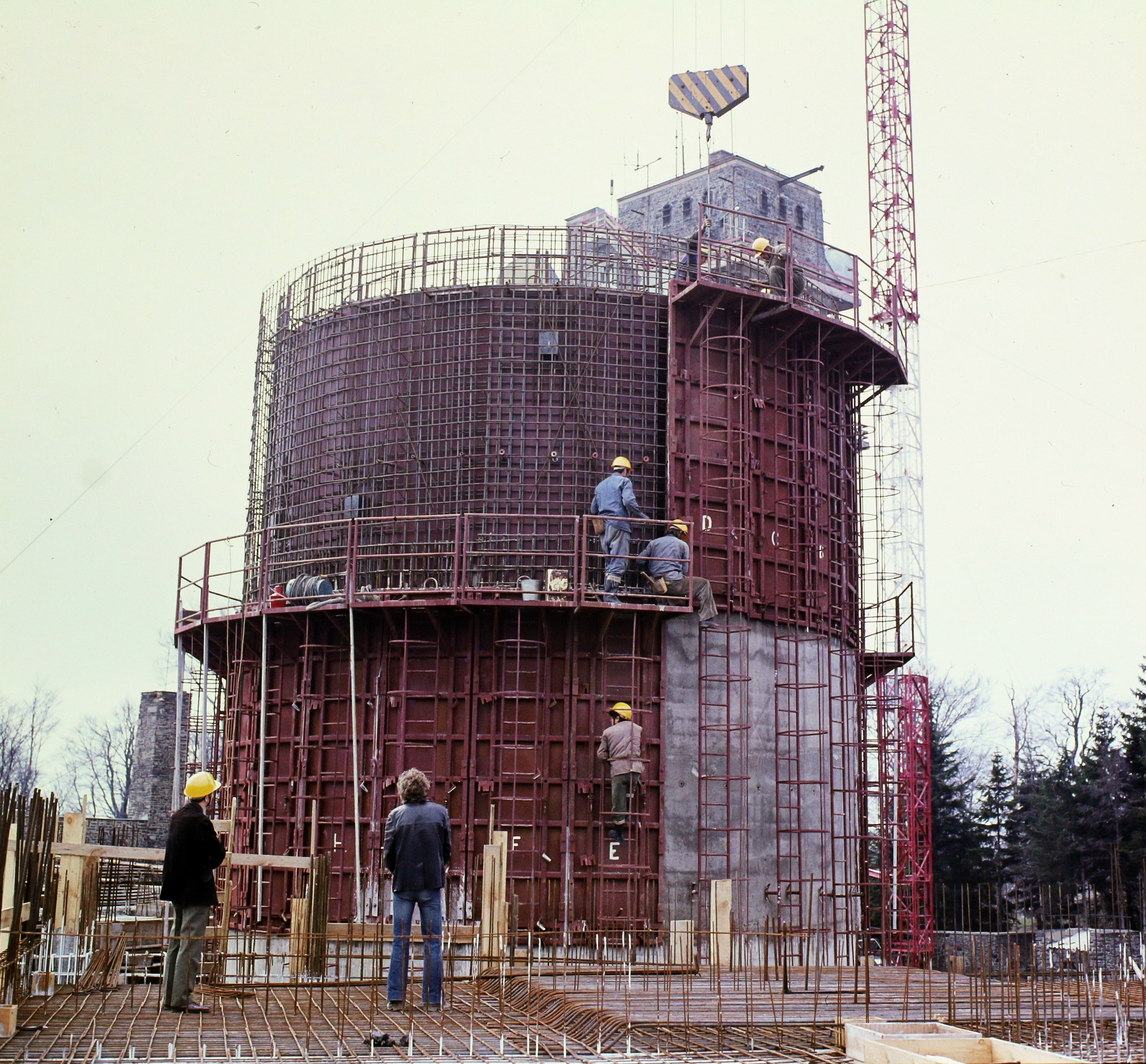
Az épülő torony 1978-ban

Kékestetőn már 1958-ban épült egy antennatorony a Távközlési Kutató Intézet számára, az azonban később kevésnek bizonyult, elavulttá vált. 
A régi torony tőszomszédságában 1977-1981 között megépült az új tévétorony és hozzá a kiszolgáló épület. A tengerszint felett 1200 méteres magasságig nyúlik a karcsú antennatorony, amelyet a Uvaterv szolgálati találmánya alapján a Postaber, a Heves megyei Állami Építőipari Vállalat és a Közgép szakemberei építettek. Az építéshez 1300 köbméter vasbetont és félezer tonna acélszerkezetet használtak fel.
A kilátó részét csak jóval később alakították ki.

## Épülete
A 180 méter magas torony  szerkezetileg három részre osztható: az alsó 80 méter vasbeton, a felső 80 méter acélszerkezetű, míg a legfelső 20 méter üvegszövettel merevített műanyag henger. Helyet kaptak benne az adótermek, a mérőhelyiségek, a laboratóriumok, a raktárak.
A kilátószint 45 méter magasan található.
Helyet kapott benne az egyik szinten egy zárt körpresszó. Fölötte pedig a szabad kilátó rész működik. Tiszta időben gyönyörű körpanoráma tárul a látogató szeme elé: a Mátra hegyvidékén túl a tőle déli irányban elterülő Alföld, kelet felé a Bükk-vidék, nyugatról a Gödöllői-dombság lankáin túl a Budai-hegység, a Cserháton túl a Pilis és a Börzsöny, észak felé a Karancs-Medves tájain túl akár a Magas-Tátra csúcsai is felismerhetőek.
2014-ben a szükségessé vált antennacsere során egy jelentős darabot kivágtak az acélszerkezetből, így a torony magassága 151 méteresre csökkent. Erre azért volt szükség, hogy megszüntethessék a telente eljegesedő és balesetveszélyes lengéscsillapító drótköteleket, amelyekkel a torony korábban három irányban ki volt feszítve. A felújított presszót és kilátóteraszt 2018 novemberében adták át.

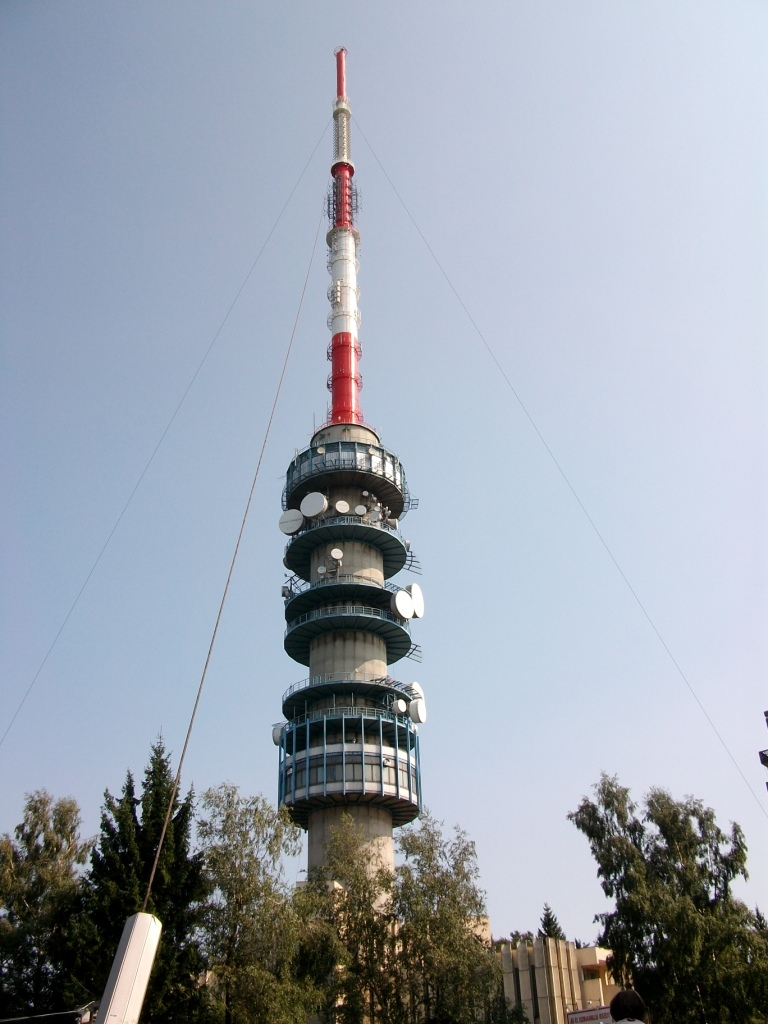
2011-ben
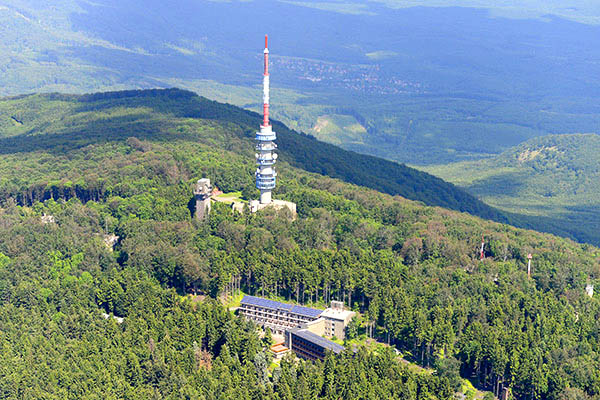
2016-ban
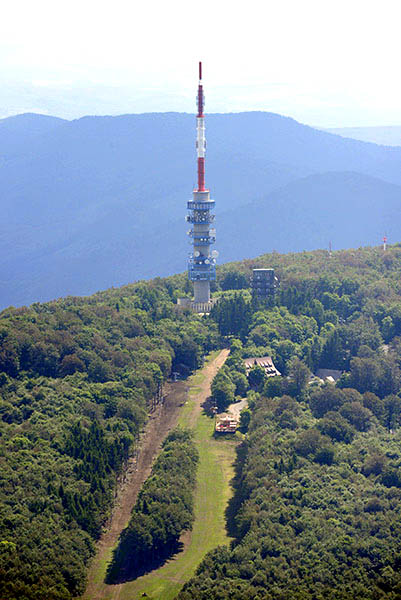
2016-ban
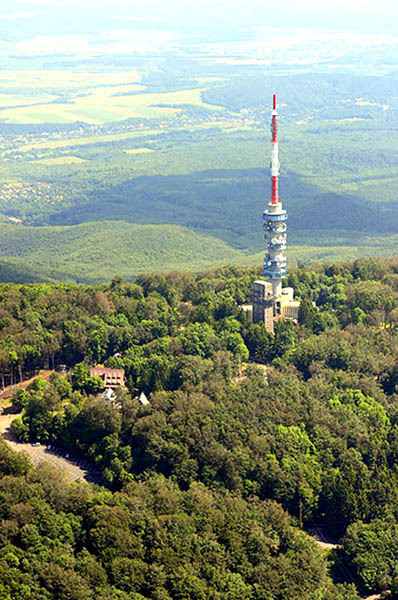
2016-ban